# Solar de Valdeosera
El Muy Noble, Antiguo e Ilustre Solar, Señorío y Villa de Valdeosera es una propiedad particular que judicialmente tiene el carácter de comunidad de bienes, sujeta al Código Civil y a la Ley General Tributaria, conservando el carácter de indivisible. Según la leyenda funcional fue creada en el siglo IX y que tras la Ley desvinculadora de 1820, el Solar quedó reducido a propiedad particular como vuelve a indicarlo el número de expediente: 2047/2004 (JUSTICIA).
Fue un señorío hermano del Solar de Tejada, habiendo estado su reconocimiento reflejado en sus concesiones reales.

## Historia

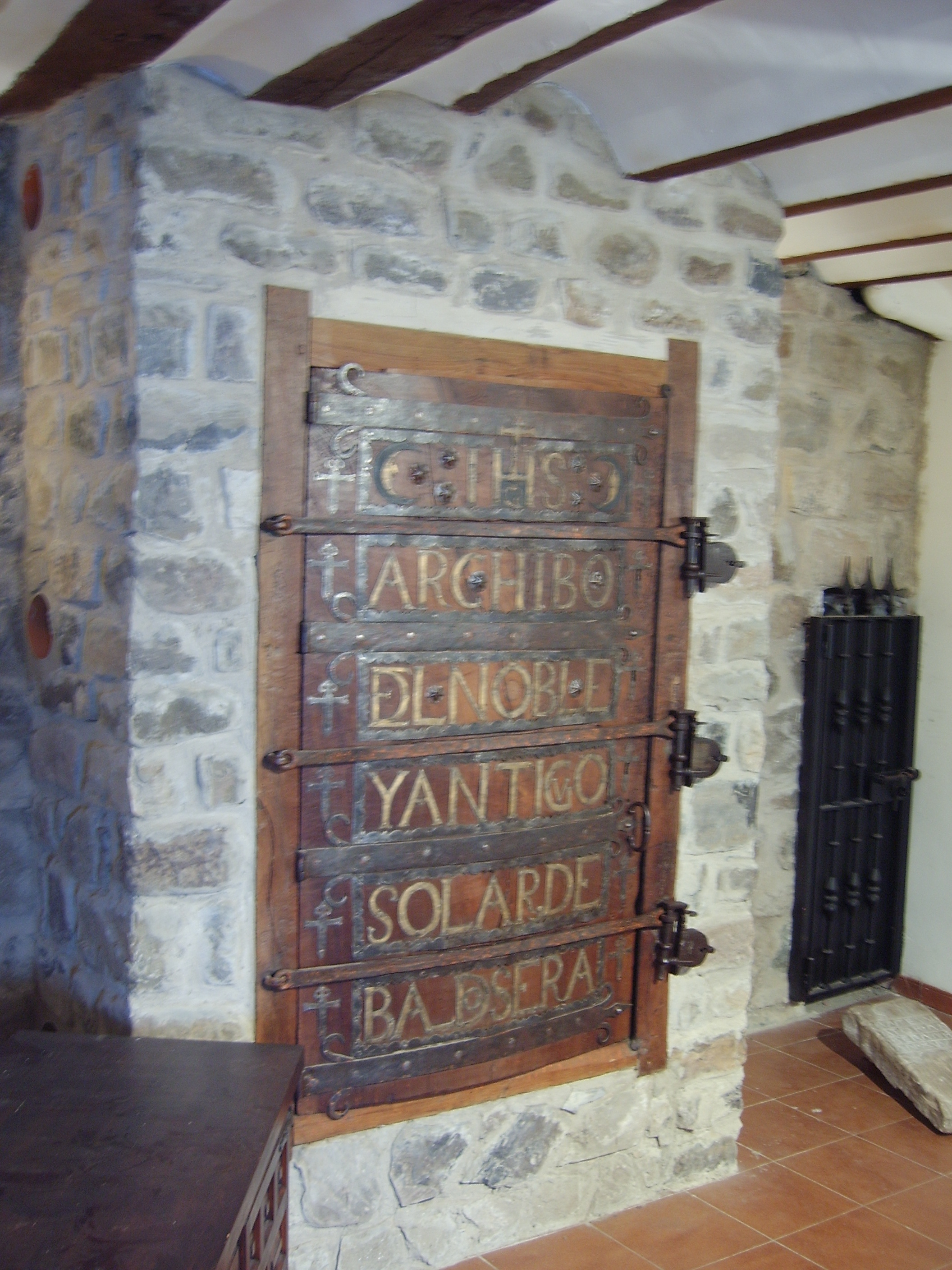
"Archivo del Solar de Valdeosera" en San Román de Cameros

Parte del mismo origen, el reconocimiento del rey Ramiro I a Sancho Fernández de Tejada, por los servicios prestados en la batalla de Clavijo (23 de mayo de 844). Este premio se otorgó a Sancho y sus doce hijos, que se asentaron en la zona alta del Río Leza. Suponía una serie de privilegios territoriales y nobiliarios para ellos y sus descendientes, el hijo menor de Sancho y sus Caballeros Galicianos se establecieron en el valle de los osos, Valdeosera. La pertenencia a esta comunidad de bienes es por derecho de sangre, heredado solo por línea recta de varón hasta 2019, a partir de esta fecha, y siguiendo los fundamentos constitucionales de igualdad entre hombre y mujer, serán recibidas también en dicha comunidad de bienes las mujeres así como sus descendientes, tanto hombres como mujeres, de una forma análoga a como lo viene haciendo su solar hermano de Tejada. Su archivo se encuentra en San Román de Cameros, La Rioja.
Tomás Fernández de Medrano, de La Rioja, de la orden de San Juan, señor divisero y alcalde de los caballeros hijosdalgo de la señoría, villa, solar y monedas de Valdeosera, consejero y secretario de Estado y Guerra de Sus Altezas Serenísimas de Saboya. Esto se confirma inmediatamente por la transcripción del nombramiento realizado por los diviseros de la trama: "Nosotros, los caballeros hijosdalgo, señores diviseros de la señoría, villa, solar y monedas de Valdeosera. Habiendo nos reunido hoy, día de San Felipe y Santiago de este año de mil seiscientos (como es nuestra costumbre) para tratar y comunicar cosas relativas al servicio de Dios nuestro Señor, y al bien y utilidad de dicha señoría. Y en particular para el nombramiento de alcalde mayor de dicha señoría y confirmación de alcalde ordinario y de los otros cargos convenientes a las mencionadas monedas y villa de Valdeosera, como el fiscal, el alguacil y los diputados para el mencionado año. Y estando reunidos los señores N. N., todos nobles caballeros de sangre y de las mencionadas monedas, que en conjunto y en nombre de todos los otros nobles hijos de manera unánime y de acuerdo, nombramos como alcalde de dicha señoría y villa de Valdeosera al señor Tomás Fernández de Medrano, consejero y secretario de Estado y Guerra del Serenísimo Duque de Saboya, la Infanta Doña Catalina y los Serenísimos Príncipes sus hijos. Uno de los señores más calificados y antiguos y caballeros de esta señoría y monedas que reside en la corte de S. M. y en su servicio Real, para que defienda, guarde y proteja dicha señoría y monedas, como han hecho los otros alcaldes y están acostumbrados a hacer sus predecesores, teniente en su nombre. El nombramiento del cual nos ordenará enviar después de que el mencionado secretario haya aceptado el mencionado cargo. A lo cual le pedimos y suplicamos que lo reciba a su cargo. Y en él, mientras tanto, nombramos a N. para que por su gracia del mencionado señor secretario y en su nombre pueda ejercer el mencionado cargo de su teniente alcalde mayor. Y después de haber aceptado el mencionado cargo, el mencionado señor secretario jurará solemnemente en manos de N. que cumplirá, observará y guardará las constituciones y buenas costumbres dejadas por el señor rey Ramiro y su maestro de campo y general de quienes las heredamos y descendimos. Se ordenó y mandó a Fernán Ximénez, escribano de la mencionada señoría, que el nombramiento hecho por el mencionado señor secretario sea enviado en una trascripción tomada del original, para que su gracia pueda proveer, vt supra. Y los mencionados señores lo firmaron, etc. En la villa de Valdeosera, el 1 de mayo de 1600".

## Situación legal actual
Si bien no es una corporación nobiliaria y no debe considerarse tal, el número de expediente: 2047/2004 que fue publicado en el Boletín Oficial del Estado describe legalmente cuál es su estatus que es únicamente una comunidad de bienes por lo que las otras pretensiones son solo un mote:
El informe de la Diputación de la Grandeza desarrolla unas consideraciones históricas que se arrancan con el Decreto de las Cortes Generales de 6 de agosto de 1811, que incorporó a la Nación todos los señoríos jurisdiccionales y declaró que los territoriales y solariegos quedaban en la clase de los demás derechos de propiedad, lo que confirmó la Ley de 3 de mayo de 1823. Tras ésta y la Ley desvinculadora de 1820, el Solar quedó reducido a propiedad particular, como se reconoció judicialmente, y tiene el carácter de comunidad de bienes, sujeta al Código Civil y a la Ley General Tributaria, conservando el carácter de indivisible.
Por ello, la llamada Junta Directiva es la representante y administradora de esa comunidad de bienes, aunque emplean en su denominación la nomenclatura tradicional propia de los antiguos cargos, que carecen de contenido jurídico y de atribuciones efectivas, fuera de la administración de las propiedades particulares. Por Real Orden de 4 de abril de 1878, se expidió por Alfonso XII Real Cédula confirmando el derecho del Solar de Valdeosera a usar el escudo de armas que fue concedido a sus antecesores. Posteriormente, el Solar de Valdeosera no solicitó confirmación del uso de su escudo de armas a Alfonso XIII y ni al siguiente Jefe del Estado, a diferencia del Solar de Tejada, que solicitó dicha confirmación y la obtuvo por Real Despacho de 3 de julio de 1903 y Despacho de 6 de diciembre de 1957. Su Majestad el Rey ha accedido a la petición de la confirmación de uso del escudo de armas solicitado por el Solar de Tejada, por Orden Ministerial de 18 de febrero de 1981 y Real Despacho de 4 de marzo de dicho año. En consecuencia, la Diputación Permanente y Consejo de la Grandeza de España no ve inconveniente en que, mediante Orden Ministerial y Real Despacho de Su Majestad el Rey, se confirme al Solar de Valdeosera el uso de su fijado escudo de armas.
La legislación vigente no contempla facultad regia alguna de concesión o confirmación del derecho de uso de escudos de armas. La potestad de concesión de honores y distinciones reconocida por el art. 62.f) de la Constitución ha de ejercerse según el precepto constitucional "con arreglo a las leyes", entendiendo por tales las disposiciones de rango legal y reglamentario que contienen el régimen jurídico de esta materia. A diferencia de Constituciones precedentes que suponían la existencia de una potestad regia cuasi absoluta para conceder honores y distinciones de todas clases, en la vigente esta potestad se halla constreñida a lo establecido en el ordenamiento jurídico y su ejercicio está sometido al refrendo ministerial, lo que impide que las lagunas legales puedan interpretarse como atribución implícita al Monarca de una potestad indefinida y amplísima (dictamen 1.590/96).
Entiende este Consejo de Estado que el uso de armas y blasones pertenece a la esfera privada y que, en consecuencia, no debe el Ministerio de Justicia elevar a S.M. el Rey la solicitud de confirmación del derecho al uso de determinadas armas o blasones de particulares o familias o, como en este caso, de una comunidad de bienes. Por tanto, no procede acceder a la solicitud formulada por ...... en nombre del Solar de Valdeosera.
En mérito de lo expuesto, el Consejo de Estado es de dictamen:
Que no procede acceder a la solicitud de confirmación del derecho al uso del escudo de armas solicitado por ...... en nombre de la comunidad de bienes "Ilustre Solar de Valdeosera"."
Esto indica que su carácter legal actual es de comunidad de bienes, no señorío y bajo ninguna circunstancia es corporación nobiliaria. Además de ellos, se señala que los cargos y títulos autoimpuestos como alcaldes y diviseros, entre comillados en el dictamen expuesto en el BOE, carecen de contenido jurídico y atribuciones efectivas siendo estos solo motes dentro de la comunidad de bienes "Solar de Valdeosera".

## Divisas
Los "diviseros" se inscriben en trece divisas, que corresponden a las divisas de una hermandad de doce caballeros galicianos más un decimotercer caballero, hijo menor del capitán Sancho Fernández de Tejada.
1. Cabañuelas
2. Diego Sáenz de Tejada
3. Íñigo López
4. Íñigo Martínez de Abajo
5. Íñigo Martínez de Arriba
6. Juan del Valle
7. Matute
8. Pedro Sáenz de Tejada
9. Pedro Sáenz de Velilla
10. Regajal
11. Sancho García
12. Sancho Sáenz de Palacio
13. Terroba

El "asentamiento" de un nuevo divisero se realiza en el mes de octubre de cada año, probando el aspirante su relación genealógica por línea paterna con un ancestro anterior inscrito, en los libros de asentamientos que se conservan desde el siglo XVI en el archivo de la comunidad de bienes, aunque este aspecto se ha visto modificado en 2019 por la pretensión de ocho hijas de diviseros que han conseguido sentencia en primera instancia favorable a su pretensión, para poder ser admitidas junto con sus descendientes.

## Ubicación
Se encuentra en el corazón del Camero Viejo; el núcleo urbano de Valdeosera está situado a 1.130 metros de altitud, 42º 13' 42" de latitud norte, y 02º 26' 07" de longitud oeste. Con una extensión de 954 hectáreas.